# Septoria pini-thunbergii
Septoria pini-thunbergii är en svampart som beskrevs av S. Kaneko 1989. Septoria pini-thunbergii ingår i släktet Septoria och familjen Mycosphaerellaceae.   Inga underarter finns listade i Catalogue of Life.